# 女・おとこ
『女・おとこ』（おんな・おとこ）は、1971年10月21日から同年11月18日までNET系列局で放送されていたNETテレビ（現・テレビ朝日）製作のテレビドラマである。全5話。放送時間は毎週木曜 20:00 - 20:56 （日本標準時）。

## 概要
主演は萩本欽一。演出は、後に萩本の番組『欽ちゃんのどこまでやるの!?』のプロデューサーとなる皇達也が担当していた。
番組は日本のテレビ黎明期のようにドラマを生放送で行い、かつ視聴者参加型にするという珍しい手法を採っていたが、わずか5回で終了した。

## 出演者
- 萩本欽一
- 范文雀
- 小川知子
- 寺尾聡
- 渡辺篤史
- 江夏夕子
- 有吉ひとみ
- 鶴間エリ
- 林ゆたか
- 井上順之
- ほか

## スタッフ
- 脚本：佐々木守（全話担当）
- 演出：皇達也、関口恭司

## ネット局に関して
関西地区では当時NET系列に属していた毎日放送ではなく、独立UHF局のKBS京都＝近畿放送（現・京都放送）とサンテレビがネットしていた。当の毎日放送はこの時間帯を使い、東京12チャンネル（現・テレビ東京）の『ただ今ヒット中!』を同時ネットしていた。